# Ньивкамп, Геррит
Геррит (Герард) Ньивкамп (нидерл. Gerrit "Gerard" Nieuwkamp; 29 марта 1917, Амстердам — 30 января 1943, Герцогенбуш, Вюгт) — нидерландский футболист, игравший на позиции нападающего, выступал за амстердамские команды «Зебюргия», АФК и «Аякс».
Умер в концентрационном лагере Герцогенбуш в городе Вюгт.

## Биография
Геррит родился 29 марта 1917 года в Амстердаме. Отец — Кристоффел Ньивкамп, был родом из Слотена, мать — Гейсберта ван Вагенинген, родилась в Кралингене. Родители поженились в мае 1913 года в Амстердаме — на момент женитьбы отец был рабочим. В их семье была ещё дочь Алида, родившаяся в январе 1914 года.
В возрасте 18 лет дебютировал за футбольный клуб «Зебюргия», который выступал во втором классе чемпионата Нидерландов. В сентябре 1935 года был заявлен за вторую команду, а уже в октябре был переведён в основной состав. В чемпионате второго класса дебютировал 6 октября в матче против «Вринденсара», сыграв на позиции центрального нападающего. Первый тайм завершился вничью 1:1, а после перерыва Ньивкамп забил три гола и принёс своей команде победу — 4:1. 26 октября оформил дубль в победной матче с клубом «Кинхейм». 10 ноября забил два гола в дерби с АФК — гостевая встреча завершилась поражением «Зебюргии» со счётом 5:4. По итогам сезона его клуб занял пятое место в чемпионате второго класса.
В сентябре 1936 года сыграл в товарищеском матче за клуб АФК. В декабре того же года запросил перевод в АФК из «Зебюргии», на тот момент он проживал в южной части города по адресу Схинкелкаде 16. В апреле 1937 года получил разрешение на смену клуба. В мае сыграл в стыковых матчах за второй состав АФК и отметился голом в ворота второй команды «Зебюргии». Дебют в первой команде состоялся 29 августа в матче против клуба НАК, который проходил в рамках первого раунда Кубка АРОЛ. В той игре АФК одержал победу благодаря двум голам Ньивкампа, однако уже в следующем раунде команда уступила «Блау-Виту» и завершила своё выступление на турнире. 19 сентября Геррит провёл за АФК первую игру в чемпионате второго класса, но уже в декабре был временно переведён во вторую команду. В марте 1938 года вернулся в первую команду. В общей сложности он выступал в составе АФК на протяжении пяти сезонов.
В январе 1942 года запросил перевод в «Аякс» и августе того же года был принят в клуб. В составе «красно-белых» дебютировал 30 августа в Кубке АРОЛ против своего бывшего клуба АФК. Основное время матча завершилось вничью 0:0, а в серии пенальти удача была на стороне АФК — 1:3. В утешительном финале, который состоялся в тот же день, амстердамцы обыграли клуб АДО со счётом 2:1, победный гол был на счету Ньивкампа. Единственную игру в чемпионате Нидерландов провёл 6 сентября в первом туре против клуба «’т Гой» и сразу забил два гола. Домашняя встреча на стадионе «Де Мер» завершилась победой амстердамцев со счётом 4:2.
Работал офисным служащим. 29 сентября 1942 года его обвинили в хищении раздаточных карт и арестовали (по данным клуба АФК, он был членом движения Сопротивления против немецких оккупантов). С 11 октября находился в заключении в Ораньехотеле в Схевенингене, а с 16 ноября в концлагере Амерсфорт.
18 января 1943 года прибыл в концлагерь Герцогенбуш в городе Вюгт, где спустя 12 дней умер из-за проблем с сердцем.